# José João da Cruz Azevedo
José João Pinto da Cruz Azevedo (Porto, 11 de setembro de 1888 — Lisboa, 31 de outubro de 1964) foi um militar, engenheiro industrial, administrador público e político português, politicamente ligado ao período do sidonismo.
Durante o Estado Novo foi também administrador da Casa da Moeda.

## Biografia
Nasceu no Porto, filho de João José Lourenço de Azevedo, engenheiro e diretor dos Serviços de Hidráulica de Viana do Castelo, e de Maria Fortunata Pinto da Cruz.
Estudou na Academia Politécnica na sua cidade natal, bem como na Escola de Guerra.
Participou nas chamadas Campanhas de África em Angola, entre 1915 e 1916.
Como comandante de artilharia desempenhou um papel importante no golpe de estado de 5 de dezembro de 1917, que levaria o seu amigo pessoal Sidónio Pais ao poder.
Foi eleito deputado em 1918–1919, pelo 2.º círculo (Ponte de Lima), tendo feito parte da Comissão de Aquisição de Material de Guerra, da Comissão de Guerra, da Comissão Revisora da Constituição da República Portuguesa e da Expedição de Estudo às linhas da frente da Primeira Guerra Mundial (1918).
A 9 de outubro de 1918 foi nomeado secretário de Estado dos Abastecimentos, posto ministerial recriado a partir do Ministério das Subsistências e Transportes (extinto em junho do mesmo ano) e desenhado para apoiar o abastecimento em tempo de guerra.
Fez parte do XVI Governo da República, governo presidencialista chefiado por Sidónio Pais. Quando este foi assassinado, permaneceria no mesmo governo sob a chefia interina de João do Canto e Castro, ocupando o mesmo posto (mas já com a designação de Ministro dos Abastecimentos) no XVII e XVIII governos, sob a liderança de João Tamagnini Barbosa até 27 de janeiro de 1919.
Mais tarde, em 1938, já tenente-coronel e em pleno Estado Novo, viria a ser escolhido para administrador da Casa da Moeda.